# 4e division d'infanterie (Pologne)
Pour les articles homonymes, voir 4e division d'infanterie.
La  4e Division d'Infanterie est une des divisions d'infanterie de l'armée polonaise durant la Seconde Guerre mondiale.

## Organisation

### Commandants successifs
| Date                                | Grade                | Commandant                  |
| ----------------------------------- | -------------------- | --------------------------- |
| 16 avril – 19 septembre 1919        | Generał podporucznik | Franciszek Aleksandrowicz   |
| 19 septembre – 20 décembre 1919     | Generał podporucznik | Franciszek Krajowski        |
| 1er janvier 1920 – 21 mai 1920      | Generał podporucznik | Leonard Skierski            |
| 21 mai – 21 août 1920               | Colonel              | Stanisław Zygmunt Kaliszek  |
| 1er novembre 1931 – 12 octobre 1935 | Colonel              | Ferdynand Zarzycki          |
| 25 septembre – 23 novembre 1920     | Colonel              | Włodzimierz Ostoja-Zagórski |
| 24 novembre 1920 – janvier 1921     | Generał podporucznik | Franciszek Sikorski         |
| avril 1921 – 1er mai 1922           | Général de Brigade   | Henryk Minkiewicz           |
| 18 mai 1922 – 19 octobre 1924       | Général de Brigade   | Franciszek Zieliński        |
| 3 décembre 1924 – juillet 1927      | Général de Brigade   | Ferdynand Zarzycki          |
| 31 juillet 1927 – 28 avril 1937     | Général de Brigade   | Mikołaj Bołtuć              |
| 28 avril 1937 – août 1939           | Colonel              | Mieczysław Rawicz-Mysłowski |
| août – 1er septembre 1939           | Colonel              | Tadeusz Lubicz-Niezabitows  |
| 13-18 septembre 1939                | Colonel              | Józef Werobej               |
| 19-21 septembre 1939                | Général de Brigade   | Mikołaj Bołtuć              |

## Composition

### Composition 1939
- le commandement 4e division d'infanterie
- 14 pułk piechoty
- 63 pułk piechoty
- 67 pułk piechoty
- 4 pułk artylerii lekkiej
- 4 dywizjon artylerii ciężkiej
- 4 batalion saperów
- bateria motorowa artylerii przeciwlotniczej typ A nr 4 (zmobilizowana przez 8 daplot w Toruniu)
- szwadron kawalerii dywizyjnej nr 4 – mjr Franciszek Józef Cymerman
- kompania karabinów maszynowych i broni towarzyszących nr 81 – kpt. Leon Wyczółkowski
- kompania kolarzy nr 81 – por. Ludwik Edmund Czarnecki
- kompania telefoniczna 4 DP – kpt. Józef Edward Piotrowicz
- pluton radio 4 DP
- pluton łączności Kwatery Głównej 4 DP
- drużyna parkowa łączności 4 DP
- samodzielny patrol meteorologiczny nr 4
- pluton pieszy żandarmerii nr 4 – ppor. rez. Herbert Wojciech Wruck
- kompania asystencyjna nr 181 – ppor. Zygmunt Łubkowski
- kompania gospodarcza – por. Tadeusz Dodlewski
- poczta polowa Nr 16
- pluton parkowy uzbrojenia nr 801
- park intendentury typu I nr 801
- kompania sanitarna nr 801 – mjr dr Henryk Stanisław Hyrczakowski
- szpital polowy nr 801 – mjr dr Antoni Leon Kowalski
- polowa pracownia dentystyczna nr 801
- polowa kolumna dezynfekcyjno-kąpielowa nr 801
- polowa pracownia bakteriologiczno-chemiczna nr 801
- zespół przeciwgazowy nr 801
- kolumna taborowa parokonna nr 801
- kolumna taborowa parokonna nr 802
- kolumna taborowa parokonna nr 803
- kolumna taborowa parokonna nr 804
- warsztat taborowy parokonny nr 801
- pluton taborowy nr 4
- sąd polowy 4 DP

## Théâtres d'opérations
- septembre 1919 - mars 1921: Guerre soviéto-polonaise
- 1er septembre au 6 octobre 1939 : Campagne de Pologne;
- Juin 1940 : reconstituée en France, en cours d'instruction, elle ne fut finalement pas prête avant la fin de la bataille de France, mais, quelques éléments combattirent sur la Loire. Elle était placée sous le commandement du général Rudolf Eugeniusz Dreszer, le major Stanisław Sosabowski étant à la tête de l'infanterie.
- Après l'évacuation vers le Royaume-Uni, cette unité fut à nouveau reconstituée en Écosse, d'abord au niveau d'une brigade. La division était chargée de la défense côtière dans l'est de l’Écosse, contre la menace d'une invasion allemande à partir de la Norvège. Elle fut ensuite intégrée au Premier corps polonais.

L'unité fut dissoute en 1947.